# Un monde plus grand
Pour plus de détails, voir Fiche technique et Distribution.
Un monde plus grand est un long-métrage français réalisé par Fabienne Berthaud, sorti en 2019. Ce film est l'adaptation du livre auto-biographique de Corine Sombrun,  Mon initiation chez les chamanes. Corine Sombrun a par ailleurs collaboré au scénario et au tournage ,.  

## Synopsis

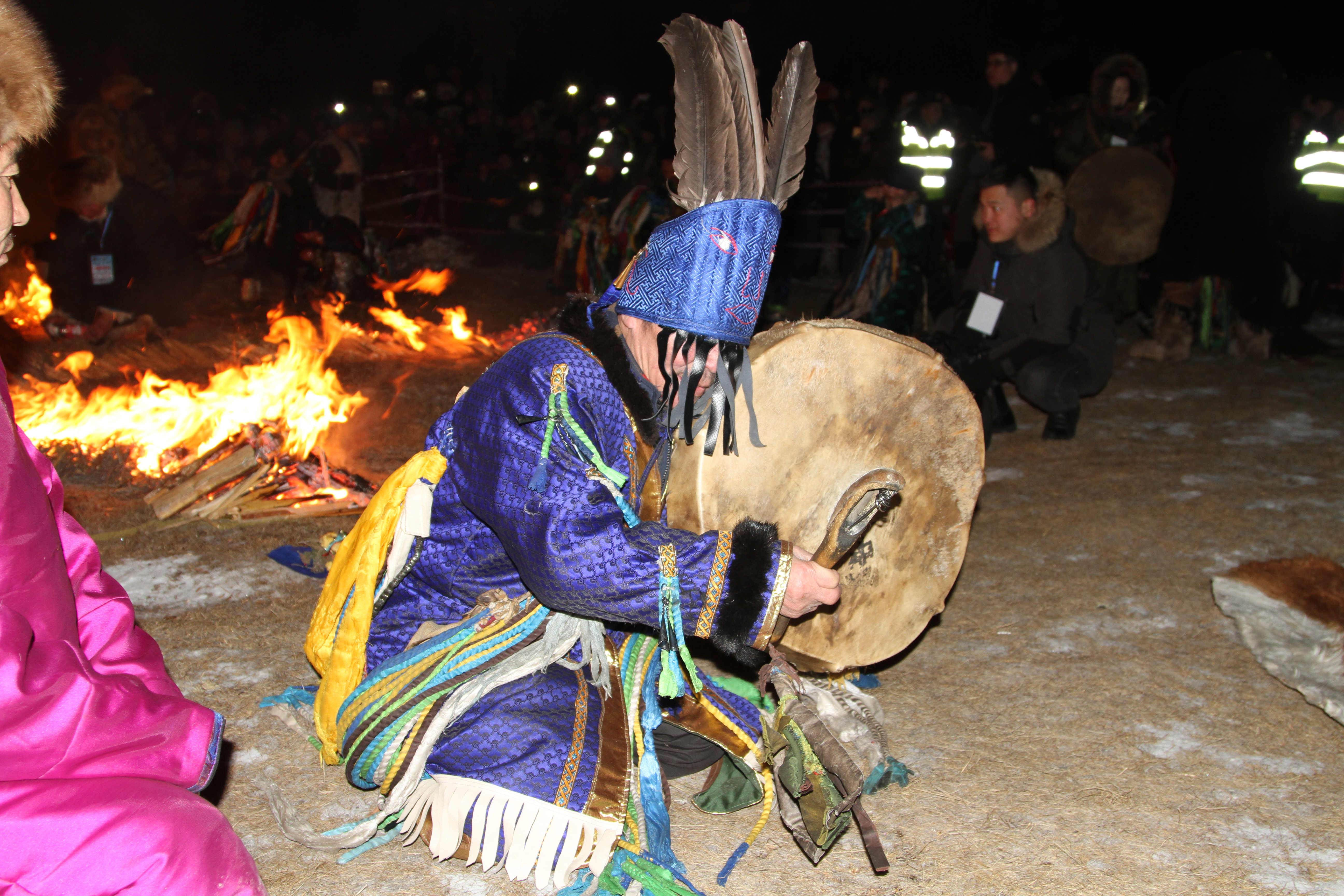
Danse rituelle d'un chaman mongol, comparable à celles filmées dans Un monde plus grand.

Corine part en Mongolie, dans une communauté d'éleveurs de rennes, pour enregistrer des chants traditionnels, mais surtout pour essayer d'oublier la mort de son grand amour. Mais une rencontre va bouleverser sa vie : celle d'Oyun. Cette dernière annonce à Corine qu'elle a reçu un don rare et qu'elle doit être initiée aux rites chamaniques…

## Fiche technique
- Réalisation : Fabienne Berthaud
- Adaptation, scénario et dialogues : Fabienne Berthaud et Claire Barré, d'après le livre de Corine Sombrun Mon initiation chez les chamanes
- Directrice de la photographie : Nathalie Durand
- Montage : Simon Jacquet
- Musique : Valentin Hadjadj
- Ingénieurs du son : Fabrice Osinski, Paul Heymans, Thomas Gauder
- Sociétés de production : Gaumont, Mahi Films
- Coproduction : Haut et Court
- SOFICA : Cinéventure 4, Cofimage 30, SG Image 2017
- Société de distribution : Haut et Court
- Pays d'origine :  France
- Langue originale : français
- Format : couleur
- Genre :
- Durée : 100 minutes
- Dates de sortie :
  - Italie : 30 août 2019 (Giornate degli Autori)[3]
  - France : 30 octobre 2019

## Distribution
- Cécile de France : Corine
- Tserendarizav Dashnyam : Oyun
- Arieh Worthalter : Marc
- Ludivine Sagnier : Louise
- Narantsetseg Dash : elle-même (l'interprète)
- Steven Laureys : lui-même (le neurologue)

## Production
Pour préparer le film, la réalisatrice déclare avoir été initiée à la transe cognitive par Corine Sombrun, c’est également le cas de Cécile de France.

## Critiques
Le film est globalement apprécié de la critique, il reçoit une moyenne de 3,2/5 sur Allociné.
Le Parisien apprécie le film dans son ensemble et dit que « La nature est l'autre personnage essentiel de ce film, belle histoire d'amour, servi par une superbe photographie. ».
Le Nouvel Observateur n'est pas du même avis et trouve que le film n'est qu'une « Leçon de sagesse vite agaçante, et le film, ode à la conversion d’une bobo en deuil, est à mi-chemin du docu et de la promo pour les arts et traditions populaires chez les éleveurs de rennes. ».
Le Berliner Morgenpost considère que le sujet du film est un thème « très féminin ». La découverte de soi dans des endroits reculés serait particulièrement appréciée des femmes au cinéma. De plus, dans Un monde plus grand, le chamanisme est traité comme « un sujet à la mode » alors qu’il tend à effrayer les hommes, parmi lesquels les sceptiques qui soulignent pour leur part que l'alcool et les drogues entrent également en jeu lors de beaucoup de cérémonies rituelles. Le fait que les touristes soient à présent dépouillés de leur argent par des rituels mis en scène est par ailleurs évoqué dans le film. Du fait que des positions sceptiques à l'égard du chamanisme sont présentes dans le film, portées par plusieurs personnages,  le journal allemand considère que le film n’impose aucune grille de lecture à quiconque et réussit plutôt à susciter « un intérêt pour le sujet dans le meilleur sens du terme ». Cécile de France a également réussi à « rendre son personnage intéressant », grâce à un « jeu d'acteur tout en finesse » et aux « paysages envoûtants de la Mongolie, à voir absolument sur grand écran ».